# سخينن
سخينن Schinnen  بلدية بمقاطعة ليمبورخ، هولندا.

## طوبوغرافيا
خريطة طوبوغرافية هولندية لبلدية سخينن، يونيو 2015، (تقرأ بعد ثلاث نقرات على الخريطة)